# Stephan Laux

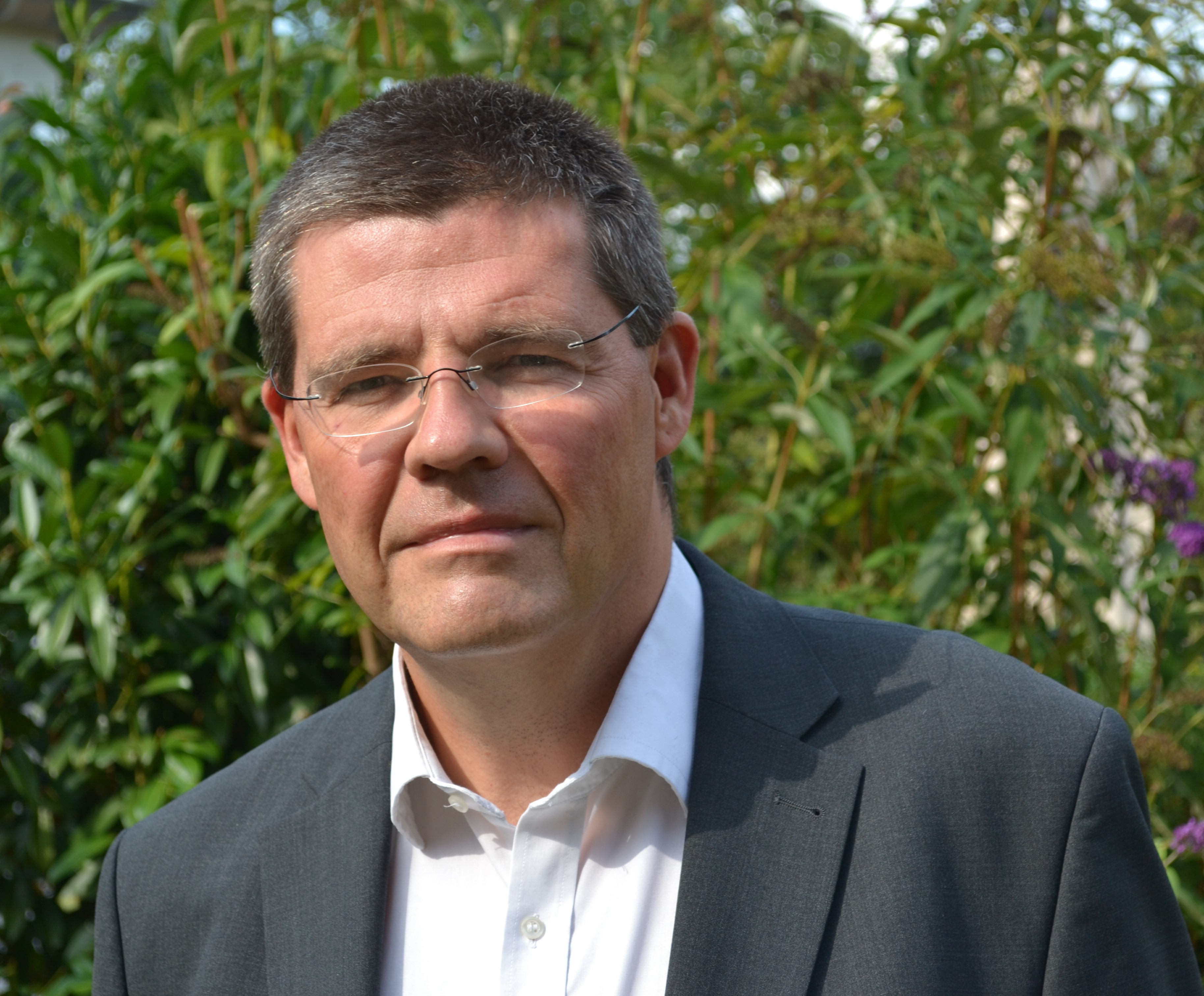
Stephan Laux (2020)

Stephan Laux (* 20. Dezember 1966 in Düsseldorf) ist ein deutscher Historiker und Professor für Geschichtliche Landeskunde an der Universität Trier.

## Leben
Laux schloss das Studium der Geschichte und Germanistik an der Heinrich-Heine-Universität Düsseldorf und an der University of Western Ontario in (Kanada) 1994 mit dem Magister ab. Nach Anstellungen als wissenschaftlicher Mitarbeiter an landeshistorischen Lehrstühlen der Universitäten Düsseldorf und Greifswald wurde er 1999 mit einer Dissertationsschrift im Fach Geschichte zur rheinischen Reformationsgeschichte vor dem Hintergrund des ersten kurkölnischen Reformationsversuchs unter Erzbischof Hermann von Wied promoviert. Auf die fortgesetzte Assistententätigkeit in Düsseldorf folgte eine zweijährige wissenschaftliche Mitarbeit beim Institut für Landeskunde und Regionalgeschichte (vormals: Amt für Rheinische Landeskunde – ARL) des Landschaftsverbands Rheinland in Köln und Bonn.
2008 habilitierte er sich in Düsseldorf mit einer geographisch und zeitlich umfassenden Darstellung zur Einwirkung gesellschaftlicher Kräfte auf die rechtliche und soziale Situation der Juden in den ständisch geprägten Territorien des Heiligen Römischen Reichs deutscher Nation (2010 gedruckt in der Schriftenreihe des Arye-Maimon-Instituts für Geschichte der Juden an der Universität Trier). Von 2008 bis 2012 fungierte Laux als Persönlicher Referent des Rektors der Heinrich-Heine-Universität Düsseldorf. Im Juli 2012 folgte er einem Ruf an die Universität Trier auf die Professur für Geschichtliche Landeskunde (Nachfolge Franz Irsigler). Er ist Mitglied der Kommission für Saarländische Landesgeschichte.
Seine wissenschaftlichen Schwerpunkte liegen zeitlich im Spektrum der Frühneuzeitforschung (16.–18. Jahrhundert), wobei ihn ein starkes historiographie- bzw. rezeptionsgeschichtliches Interesse an strukturellen wie mentalen Nachwirkungen der Vormoderne mehrfach auch in die Zeitgeschichte geführt hat. Thematisch im Vordergrund stehen für Laux vergleichende Ansätze im Blickfeld der Landes- bzw. Regionalgeschichte mit dem Ziel einer Verklammerung der politischen mit der Sozialgeschichte.

## Schriften in Auswahl

### Publikationen
- „Quelque chose d’assez mystérieux“. Die gescheiterte Universitätsgründung in Trier 1945–1948. Motive, Planungen, Reaktionen, Trier 2020.
- (mit Gabriele B. Clemens) Reformation, Religion und Konfessionen an der Saar (1517–2017) (= Veröffentlichungen der Kommission für Saarländische Landesgeschichte, Bd. 52), Saarbrücken 2020.
- (mit Andreas Fickers und Norbert Franz) Répression, réforme et réorganisation à l'âge des révolutions. Les conséquences du Congrès de Vienne pour l'Europe occidentale / Repression, Reform und Neuordnung im Zeitalter der Revolutionen. Die Folgen des Wiener Kongresses für Westeuropa (= Luxemburg-Studien/ Études Luxembourgeoises, Bd. 15), Berlin u. a. 2019.
- (mit Maike Schmidt) Grenzraum und Repräsentation. Perspektiven auf Raumvorstellungen und Grenzkonzepte in der Vormoderne (= Trierer Historische Forschungen, Bd. 74), Trier 2019.
- (mit Jort Blazejewski und Nina Schweisthal) Quellen zur Geschichte der Stadt Trier in der frühen Preußenzeit (1815–1850), Trier 2018.
- Gravamen und Geleit. Die Juden im Ständestaat der Frühen Neuzeit (15.–18. Jahrhundert) (= Forschungen zur Geschichte der Juden, Bd. 21), Hannover: Hahn 2010.
- mit Jörg Engelbrecht: Landes- und Reichsgeschichte. Festschrift für Hansgeorg Molitor zum 65. Geburtstag (= Studien zur Regionalgeschichte, Bd. 18), Bielefeld: Verlag für Regionalgeschichte 2004.
- Reformationsversuche in Kurköln (1542–1548). Fallstudien zu einer Strukturgeschichte landstädtischer Reformation (Neuss, Kempen, Andernach, Linz) (= Reformationsgeschichtliche Studien und Texte, H. 143), Münster i. W.: Aschendorff 2001.

### Aufsätze
- „Die Einheit des Menschengeschlechts“. Karl Lamprechts verlorene Sammlung von Kinderzeichnungen und die Weltausstellung „Bugra“ in Leipzig 1914. In: Rheinische Vierteljahrsblätter 88 (2024), S. 103–149.
- Das „Institut für geschichtliche Landeskunde der Rheinlande“ 1920 bis 2020. Ein Jahrhundert regionaler Kulturraumforschung im Wandel der Zeit und Wissenschaftsgeschichte. In: Rheinische Vierteljahrsbätter. Bd. 87 (2023), S. 55–82.
- Das „Organische“ in der Landesgeschichte. Überlegungen zu einem Leitbegriff historischer Reflexion im 19. und 20. Jahrhundert, in: Rheinische Vierteljahrsblätter 82 (2018), S. 37–64.
- „Le vrai boulevard de l’Allemagne“? Der Übergang der linksrheinischen Gebiete an Preußen und Bayern im Kontext des Wiener Kongresses (1814–1816), in: Thomas Becker/Dominik Geppert/Helmut Rönz (Hrsg.): Das Rheinland auf dem Weg nach Preußen 1815–1822 (= Stadt und Gesellschaft. Studien zur Rheinischen Landesgeschichte, Bd. 6), Köln/ Weimar/ Wien 2019, S. 51–90.
- „Ich waiß nit, wie so vil hie unterkummen mogen“ – Der Doppelreichstag zu Trier und Köln von 1512 im Spiegel der neu erschienenen „Deutschen Reichstagsakten“ (= Mittlere Reihe, Bd. 11), in: Kurtrierisches Jahrbuch 58 (2018), S. 113–132.
- Territorium, bischöfliches Kirchenregiment und religiöse Praxis im Kurfürstentum Köln (rheinisches Erzstift), ca. 1450–1550, in: Werner Freitag/Michael Kißener/Christine Reinle/Sabine Ullmann (Hrsg.): Handbuch Landesgeschichte, München 2018, S. 526–541.
- Armut unter den Augen des jungen Marx. Eine Trierer Armenliste aus dem Jahr 1832. Quellen, digitale Aufbereitung, Einblicke, in: Neues Trierisches Jahrbuch 58 (2018), S. 145–161.
- Clio und Curriculum. Lehrpläne der Sekundarstufen I und II im bundesdeutschen Vergleich und Perspektiven der Landesgeschichte, in: Oliver Auge/ Martin Göllnitz (Hrsg.): Landesgeschichte an der Schule. Stand und Perspektiven (= Landesgeschichte, Bd. 2), Ostfildern 2018, S. 17–40.
- Die Reformation in den Territorien, Städten und Regionen des Alten Reichs, in: Helga Schnabel-Schüle (Hrsg.): Reformation. Historisch-kulturwissenschaftliches Handbuch, Stuttgart 2017, S. 153–201.
- Kränzchen, Mäkelei und Klüngel. Kommunale Schriftführung in deutschen Städten zwischen Arkanpolitik und Öffentlichkeit (16.–18. Jahrhundert), in: Sprachwissenschaft 41 (2016), H. 3/4, S. 243–269.
- „Ersatzbürgertum“ in the wake of confessionalization: Jews, Protestants, and French Royal Administration in Metz (16th–17th century), in: Christoph Cluse/Rebekka Voß (Hrsg.): Frankfurt’s „Jewish Notabilia“. Ethnographic Views of Urban Jewry in Central Europe around 1700, Frankfurt am Main: Gesellschaft zur Förderung judaistischer Studien (= Frankfurter judaistische Beiträge, Bd. 40), Frankfurt am Main 2015, S. 285–307.
- Deutschlands Westen – Frankreichs Osten. Überlegungen zur Historiographie und zu den Perspektiven der rheinischen Landesgeschichte in der Frühen Neuzeit, in: Rheinische Vierteljahrsblätter 79 (2015). Festgabe für Manfred Groten zum 65. Geburtstag, S. 143–163.
- mit Jort Blazejewski: Trier, Luxemburg und die Émigrés der Französischen Revolution seit 1789. Tendenzen und Perspektiven der Forschung, in: Kurtrierisches Jahrbuch 54 (2014), S. 213–242.
- Das „Plakkaat van Verlatinge“ (1581). Die niederländischen Generalstaaten, die Souveränitätsfrage und das Problem des „quasi-säkularen“ Widerstandsrechts, in: Gerhard Rehm (Hrsg.): Adel, Reformation und Stadt am Niederrhein. Festschrift für Leo Peters (= Studien zur Regionalgeschichte, Bd. 23). Verlag für Regionalgeschichte, Bielefeld 2009, ISBN 978-3-89534-853-2, S. 169–187.
- Heinrich Schnee (1895–1968). Leben und Werk eines Historikers auf „gesamtdeutsch-christlichem“ Boden, in: Gisela Fleckenstein/Michael Klöcker/Norbert Schloßmacher (Hrsg.): Kirchengeschichte. Alte und neue Wege. Festschrift für Christoph Weber, Frankfurt a. M. u. a. 2008, S. 829–854.
- Rheinische Frühneuzeitforschung. Traditionen – Stand – Perspektiven, in: Manfred Groten/Andreas Rutz (Hrsg.): Rheinische Landesgeschichte an der Universität Bonn. Traditionen – Entwicklungen – Perspektiven, Bonn 2007, S. 197–231.
- Zwischen Traditionalismus und „Konjunkturwissenschaft“. Der Düsseldorfer Geschichtsverein und die rheinischen Geschichtsvereine im Nationalsozialismus, in: Blätter für deutsche Landesgeschichte 141/142 (2005/2006) [erschienen 2007], S. 108–157.
- „Ich bin der Historiker der Hoffaktoren“ – Zur antisemitischen Forschung von Heinrich Schnee (1895–1968), in: Simon Dubnow Institute Yearbook 5 (2006), S. 485–514.
- Zwischen Anonymität und amtlicher Erfassung. Herrschaftliche Rahmenbedingungen jüdischen Lebens in den rheinischen Territorialstaaten vom 16. Jahrhundert bis zum Beginn der ‚Emanzipationszeit’, in: Monika Grübel/Georg Mölich (Hrsg.): Jüdisches Leben im Rheinland. Vom Mittelalter bis zur Gegenwart, Köln u. a. 2005, S. 79–110.
- Das Patrozinium „Saint Napoléon“ in Neersen (1803–1856). Ein Beitrag zur Rezeption der napoleonischen Propaganda im Rheinland, in: Jörg Engelbrecht/Stephan Laux (s. o.), S. 351–381.
- Dem König eine „ergetzlikhait“. Die Vertreibung der Juden aus der Steiermark (1496/1497), in: Gerald Lamprecht (Hrsg.): Jüdisches Leben in der Steiermark. Marginalisierung – Auslöschung – Annäherung (= Schriften des Centrums für Jüdische Studien, Bd. 5), Bozen u. a. 2004, S. 33–57.
- Gravamen und Geleit. Tendenzen und Konsequenzen ständischer Einflussnahme auf die ‚Judenpolitik’ im Herzogtum Westfalen (ca. 1600–1850), in: Barbara Stollberg-Rilinger (Hrsg.): Politisch-soziale Praxis und symbolische Kultur der landständischen Verfassungen im westfälischen Raum (= Westfälische Forschungen, Bd. 53), 2003, S. 131–158.
- Flandern im Spiegel der „wirklichen Volksgeschichte“. Robert Paul Oszwald (1883–1945) als politischer Funktionär, Publizist und Historiker, in: Burkhard Dietz/Helmut Gabel/Ulrich Tiedau (Hrsg.): Griff nach dem Westen. Die „Westforschung“ der völkisch-nationalen Wissenschaften zum nordwesteuropäischen Raum (1919–1960) (= Studien zur Geschichte und Kultur Nordwesteuropas, Bd. 6), Teilbd. 1, Münster i. W. u. a. 2003, S. 247–290.